# Академическая летопись
Академическая летопись — памятник белорусско-литовских летописей, второй редакции и составляет часть сборника конца XVI века, в данный момент хранится в рукописном отделе Библиотеки Российской академии наук.

## История
Сборник найден в Вологде, российским историком Всеволодом Срезневским, описанный им в 1903 году и в «Описании Рукописного отдела Библиотеки Академии наук». Летопись напечатана в 1907 году в 17 томе «Полного собрания русских летописей».

## Описание
Сборник в четверку, бумага в разных частях разное, полуустав состоит из трех почерков. От корки зереглися две разные доски. Пять филигрений в разных частях летописи. В части, содержащей опубликованную летопись, филигрань - буква P с раздвоенным концом. Подобный знак был Николая Лихачева датируемый 1534 годом. Нумерация листов современная карандашом в правом верхнем углу листов. На нижнем поле есть нумерация тетрадей, сделанная буквами староцерковнословьянського алфавита, но тетради перепутаны. Тетрадь 8-й на листе 157, 9-й на листе 147, 10-й на листе 165, 11-й на листе 173, 12-й на листе 181. На листах 1-146 тексты главным образом богослужебного содержания.
Текст летописи находится на листах 147-182. Бумага и почерк на этих листах одинаковый, но отличается от предыдущего, чернила темно-коричневые. Верхний край листа 168 оторван, верхние части листов 181 и 182 засиженные мухами. Сильно испорченные листы 146-148.